# Phlox
Phlox (grč. φλόξ  - floge = plamen; mn. φλόγες phlóges) je rod  cvjetnica sa  67 vrsta trajnica i jednogodišnjih biljaka porodice Polemoniaceae. Nalaze se uglavnom u Sjevernoj Americi (jedna u Sibiru) u raznim staništima, od alpskih tundri do otvorenih šuma i prerija. Neki cvjetaju u proljeće, a drugi u ljeto i jesen. Cvjetovi mogu biti blijedoplavi, ljubičasti, ružičasti, svijetlo crveni ili bijeli. Mnogi su mirisni.

## Opis
Naziv je izveden od grčke reči phlox što znači plamen, po intenzivne cvjetne boje nekih sorti.  Oplođeni  cvjetovi obično daju relativno veliko sjeme. Plod je uzdužno dehiscentna kapsula sa tri ili više dijelova,  koji se ponekad eksplozivno odvajaju.
Neke vrste, poput Phlox paniculata (vrtni floks) rastu uspravno, dok su druge, poput Phlox subulata (mahovinasti floks, mahovinasti ružičasti, planinski floks) obično polegnute. Paniculata ili visoki plamenac, autohtona je američka divlja vrsta cvjetnica koja je porijeklom od New Yorka do Iowe,  južno do Georgije, Mississippija i Arkansasa. Cvjeta od jula do septembra.
Pužući plamenac brzo se širi i čini sjajan prizemni pokrov Može se zasaditi za oblaganje obala, popunjavanje prostora ispod visokog drveća i prosipanje staza po padinama. Cvjeta na proljeće i stvara duge, raširene stabljike, koje s godinama postaju drvenaste. U uzgoj je uveden krajem 1700-ih.. 
Listovi „Phloxa“ su hrana za larve nekih vrsta Lepidoptera, uključujući pjegavog moljca, Gazoryctra wielgusi, Macroglossum stellatarum i  Schinia indiana (koje se hrane  isključivo lišćem ' 'P. pilosa' '). Phloxove  vrste su takođe popularan izvor hrane za divlje svinje, zeca i jelena.

## Vrste
Vrste ovog rod uključuju:
- Phlox aculeata A. Nelson
- Phlox acuminata Pursh
- Phlox adsurgens Torr. ex A. Gray
- Phlox alaskensis Jordal
- Phlox albomarginata M.E. Jones
- Phlox alyssifolia Greene
- Phlox amabilis Brand
- Phlox amoena Sims
- Phlox amplifolia Britton
- Phlox andicola (Britton) E.E. Nelson
- Phlox austromontana Coville
- Phlox azurea Glad. L. Sm.
- Phlox bifida L.C. Beck
- Phlox bryoides Nutt.
- Phlox buckleyi Wherry
- Phlox caespitosa Nutt.
- Phlox canescens Torr. & A. Gray
- Phlox carolina L.
- Phlox caryophylla Wherry
- Phlox cluteana A. Nelson
- Phlox colubrina Wherry & Constance
- Phlox condensata (A. Gray) E.E. Nelson
- Phlox covillei E.E. Nelson
- Phlox cuspidata Scheele
- Phlox diffusa Benth.
- Phlox dispersa Sharsm.
- Phlox divaricata L.
- Phlox dolichantha A. Gray
- Phlox douglasii Hook.
- Phlox drummondii Hook.
- Phlox floridana Benth.
- Phlox glaberrima L.
- Phlox glabriflora Whiteh.
- Phlox gladiformis (M.E. Jones) E.E. Nelson
- Phlox glutinosa Buckley
- Phlox grahamii Wherry
- Phlox grayi Wooton & Standl.
- Phlox griseola Wherry
- Phlox hendersonii (E.E. Nelson) Cronquist
- Phlox hentzii Nutt.
- Phlox hirsuta E.E. Nelson
- Phlox hoodii Richardson
- Phlox idahonis Wherry
- Phlox jonesii Wherry
- Phlox kelseyi Britton
- Phlox lanata Piper
- Phlox lighthipei Small
- Phlox linearifolia (Hook.) A. Gray
- Phlox longifolia Nutt.
- Phlox longipilosa Waterf.
- Phlox lutescens (S.L. Welsh) S.L. Welsh
- Phlox maculata L.
- Phlox mesoleuca Greene
- Phlox mollis Wherry
- Phlox multiflora A. Nelson
- Phlox muscoides Nutt.
- Phlox nana Nutt.
- Phlox nivalis Lodd.
- Phlox oklahomensis Wherry
- Phlox ovata L.
- Phlox paniculata L.
- Phlox pattersonii Prather
- Phlox peckii Wherry
- Phlox pilosa L.
- Phlox pulcherrima (Lundell) Lundell
- Phlox pulvinata (Wherry) Cronquist
- Phlox pungens Dorn
- Phlox richardsonii Hook.
- Phlox roemeriana Scheele
- Phlox sibirica L.
- Phlox speciosa Pursh
- Phlox stansburyi (Torr.) A. Heller
- Phlox stolonifera Sims
- Phlox subulata L.
- Phlox suksdorfii (Brand) H. St. John
- Phlox superba Brand
- Phlox tenuifolia E.E. Nelson
- Phlox tenuis (A. Gray) E.E. Nelson
- Phlox texensis (Lundell) Lundell
- Phlox triovulata Thurb. ex Torr.
- Phlox tumulosa Wherry
- Phlox viridis E.E. Nelson
- Phlox viscida E.E. Nelson
- Phlox walteri (A. Gray) Chapm.
- Phlox woodhousei (A. Gray) E.E. Nelson

## Kultivacija
Nekoliko vrsta i kultivara plamenca obično se uzgaja u vrtovima. Većina kultivisanih, s izuzetkom Phlox drummondii, su višegodišnje. Vrste iz alpskih staništa  (i kultivari dobijeni iz njih) zahtijevaju puno sunca i dobru drenažu. Oni sa šumskih staništa (poput  P. divaricata) traže djelimičnu hladovinu i tlo bogato humusom. One s obalnih staništa (poput P. paniculata) zahtijevaju puno sunca i vlage.. Phlox je cijenjen u vrtu zbog svoje sposobnosti privlačenja leptira. Može biti u prometu za razmnožavanje iz reznica stabljike.

## Spoljašnje veze
- Lady Bird Johnson Wildflower Center, University of Texas, Austin
- Natural Resources Conservation Service USDA
- Chisholm, Hugh, ур. (1911). „Phlox”.  (на језику: енглески). 21 (11 изд.). Cambridge University Press. стр. 447.